# Теория социальных движений
Тео́рия социа́льных движе́ний, или тео́рия обще́ственных движе́ний (англ. social movements theory) — коммуникативная теория, имеющая целью узнать причины возникновения общественных движений, а также исследовать вклад общества и индивида в события социальной жизни.

## История изучения
Авторами, которые разработали методологический аппарат теории социальных движений, считаются американские социологи Майер Зальд и Роберт Эш. Первые работы, посвященные проблематике развития теории общественных движений, увидели свет в 1970-х годах.
При этом шаги на пути к формированию теории социальных движений как самостоятельного направления в рамках социологической науки осуществлялись еще в 1920-х годах, когда возникли классические теории социологии. Они характеризуются общей направленностью на поиск социально-психологических детерминант участия индивидов в общественных движениях. Такой подход возможно объяснить реакцией на социологические концепции XIX века, которые определяли общественные движения как следствие рационализации социальной жизни и изменения способов производства. Эти теории нацелены на объяснение таких феноменов, как поведение толпы, сектантское поведение, массовая паника.
В рамках классического подхода поведение человека в толпе выделялось в особый тип, отличный от «нормального» поведения человека в обычной повседневной ситуации. Поведение толпы в рамках этих теорий имеет следующие характеристики:
- неорганизованность;
- спонтанность;
- невозможность управления с помощью социальных институтов.

Особый тип поведения толпы, с одной стороны, является следствием экстремальных психологических состояний каждого человека в толпе и, соответственно, ростом внушаемости и снижением способности к критическому мышлению. С другой стороны, существует мнение о том, что поведение толпы обусловлено реакцией индивидов на ситуации неопределенности.
В течение сорока лет социологи в рамках теории общественных движений разработали несколько направлений и теорий, среди которых возможно выделить теорию мобилизации ресурсов, теорию новых общественных движений, концепцию политических возможностей, теорию статусной политики, теория массового общества и некоторые другие.

## Основные понятия
Ключевым объектом теории социальных движений, как ясно из названия, являются общественные движения. М. Зальд определяет их как «набор взглядов и убеждений группы людей, которые предпочитают изменить некоторые элементы социальной культуры или распределение благ в обществе, или того и другого одновременно».
Впервые термин социальное движение ввел немецкий философ Л. фон Штейн в 1850 году при анализе общественных движений во Франции.
Ч. Тилли полагает, что «коллективное действие состоит из действующих совместно людей в достижении общих интересов», а «мобилизация — это процесс, которым группа приобретает коллективный контроль над ресурсами, необходимыми для действия. Этими ресурсами могут быть рабочая сила, товары, оружие, избирательные голоса и любое количество других вещей». Согласно позиции социолога, анализ коллективных действий включает в себя пять элементов:
1. выгода;
2. мобилизация;
3. организация;
4. коллективное действие;
5. возможность[3].

Социальные движение отличаются разнообразием. Существуют как легальные общественные движения (судебные процессы, митинги, демонстрации), так и акты гражданского неповиновения (бойкот, захват объектов и территорий).
Ключевой целью социального движения является использование имеющихся возможностей и ресурсов для мобилизации и изменения. Существует четыре типа ресурсов, которые играют ключевую роль в обеспечении успеха социального движения:
1. культурные ресурсы (теоретический аспект, специальные знания);
2. организационные (инфраструктура, социальные сети и организации);
3. человеческие;
4. материальные.

Были выделены четыре классические традиции коллективных действий:
- политической борьбы;
- культурных рамок;
- ресурсов;
- недовольства.

## Современные теории социальных движений

### Теория массового общества
Главной целью теории массового общества является изучение влияния модернизации и сопутствующих ей социальных изменений на индивида в условиях аномичной городской среды, для которой характерны фрустрация, дезориентация и раздражение. С позиции этой теории участие в социальных движениях — то иррациональный экстремистский ответ на высокую неопределенность окружающей среды.

### Теория относительной депривации
Этот подход отражает негативное влияние стремительных социальных изменений на индивидов. Теория стремится объяснить, какие факторы оказывают наибольшее
влияние на изменение социальных ожиданий индивидов в условиях глобализации, урбанизации, политических изменений.
Депривация означает обделенность социальными благами, отделенность от благополучного уровня социума. Этот процесс обусловлен растущими ожиданиями, а неудовлетворенность порождает негативную иррациональную реакцию. Следствием этой реакции является участие в социальных движениях. В результате они концентрируют все свое внимание на фазе возникновения коллективного поведения и не позволяют выяснить организационную базу движений и их потенциальные связи с более широкими политическими движениями.

### Теория статусной политики
Представители этого подхода рассматривают участие в крайних политических движениях как попытку сохранить собственную значимость, идентичность и привилегии в борьбе как с реальными, так и с предполагаемыми угрозами.
Указанные выше относятся к классическим теориям социальных движений.

### Теория мобилизации ресурсов
Структуралистская теория, которая предусматривала не анализ реакции конкретного индивида, а исследования на уровне социальных структур. Приобрела особую популярность в 1970-е годы, когда начался расцвет различных политических движений (феминистических, антимилитаристских, экологических, движений за права сексуальных меньшинств). В фокус исследования попадают организация социального движения и попытки лидеров мобилизовать все возможные виды ресурсов — от людских до информационных и финансовых. Лидеры движений рассматриваются как лица, целенаправленно и рационально планирующие действия сторонников, выстраивая определенную стратегию. Базисными понятиями, на которых строятся такие теории, являются доступность ресурсов, эффективность организационных структур движения и т.д.

### Теория новых общественных движений
Этот подход рассматривает значение социальных движений шире — в контексте социальных изменений. Сторонники этого подхода полагают, что развитие общественных движений связано с отсутствием отклика и реакции на запросы и нужды их участников. Новые социальные движения, возникшие после классовых рабочих движений, имеют гораздо более гибкую и разнообразную структуру, тактику и стратегию деятельности, опираются на разные ценности.
Главным драйвером развития этого подхода стал переход от индустриального общества к постиндустриальному, когда объем изменений в политической, экономической и общественной жизни вызвал бурный рост различных социальных движений. Соответственно, как полагают сторонники этого подхода, возникновение социальных движений обусловлено реакцией на процессы модернизации.

## Критика
В целом классические теории социальных движений часто подвергались критике за выдвигаемую ими идею, согласно которой всякое участие в движениях может рассматриваться как иррациональное поведение. В отличие от них более современные — постклассические — теории фокусируют свое внимание на коллективном действии, оформленном в организованное движение, имеющее рационально обоснованные цели и стратегии.